# Мышковская, Лия Моисеевна
Мышковская Лия Моисеевна (7 (19) января 1887, Динабург — 5 марта 1959, Москва) — русский советский литературовед и литературный критик.

## Биография
Окончила историко-филологический факультет Юрьевского университета в 1916 году. С 1921 преподавала литературу в вузах Москвы. Начала печататься в 1928. Литературоведческие работы посвящены преимущественно изучению художественного мастерства Л. Н. Толстого. Кандидат филологических наук (1940).
Урна с прахом захоронена в колумбарии Донского кладбища.

## Сочинения
- Чехов и юмористические журналы 80-х гг., М., Московский рабочий, 1929;
- Работа Толстого над произведением. Создание «Хаджи-Мурата», М., Федерация, 1931;
- Литературные проблемы пушкинской поры. М., Советская литература, 1934;
- Л. Толстой. Работа и стиль. М., Советский писатель, 1938, 1939;
- Мастерство Л. Н. Толстого, М., Советский писатель, 1958.